# Палаццо Драгоманни
Палаццо Драгоманни (итал. Palazzo Dragomanni), также известное как Палаццо Франчески-Сальвадори (итал. Palazzо Franceschi-Salvadori) — историческое здание — палаццо (дворец) XV века во Флоренции (Тоскана), Италия, в стиле Возрождения, расположенное по адресу Виа де Гвиччардини, 11-13. Дворец включён в список, составленный в 1901 году Главным управлением древностей и изящных искусств, как монументальное здание, подлежащее рассмотрению в качестве национального художественного наследия.

## История
На месте нынешнего дворца ранее располагалось несколько домов монастыря Санта-Феличита, которые Луиджи Гвиччардини приобрёл после 1523 года для расширения прилегающего к нему дворца «Каза Гранде» (Большой дом). В 1634 году дом был приобретён семейством Франчески из ветви «делла Мерканция». Было проведено множество перестроек. Строительство было завершенo в 1697—1698 годах под руководством архитектора Антонио Мария Ферри.
В 1742 году в палаццо проживала леди Уолпол. После финансового краха семьи Франчески в 1741—1746 годах в 1754 году поместье перешло к графам Лоренци, а вскоре после этого, около 1777 года, к семье Драгоманни (1793), за которой, наконец, последовала семья Сальвадори, а затем члены семьи Бонкомпаньи Людовизи, которые и по сей день являются его владельцами.

## Архитектура
Здание состоит из трёх этажей, организованных по восьми осям. За большим сводчатым вестибюлем с коваными железными воротами, на которых помещён герб семьи Драгоманни Людовизи, можно попасть в кортиле (внутренний двор) с портиками с трёх сторон. На фасадах, выходящих во двор, видны следы граффити и росписей.
Примечательна парадная лестница архитектора Антонио Мария Ферри, с мраморными балюстрадами (вдохновленными моделями Франческо Борромини) и лепными украшениями, а также оригинальный эллиптический световой фонарь (лантерна), создающий «комнату света» на верхнем этаже.
Росписи, выполненные в 1704 году Антонио Доменико Габбиани и упомянутые в хрониках, утрачены, но сохранились комнаты с другими настенными росписями, имеющими важное значение и связанные с заказами семьи Франчески. Предположительно, к периоду, когда резиденция принадлежала семье Лоренци, относятся и живописные произведения с мифологическими темами, приписываемые Томмазо Герардини, Джузеппе Гриччи и Джузеппе Дель Моро, расположенные на первом этаже и выходящие в небольшой сад. Севернее находится второй сад, отреставрированный в 2020-х годах, на который выходят прямоугольные и круглые окна Коридора Вазари, защищенные решётками. Последний тянется вдоль другого сада дворца, изгибаясь на восток, и снова поворачивает, чтобы войти в последний отрезок, между дворцом Гвиччардини и садами Боболи.

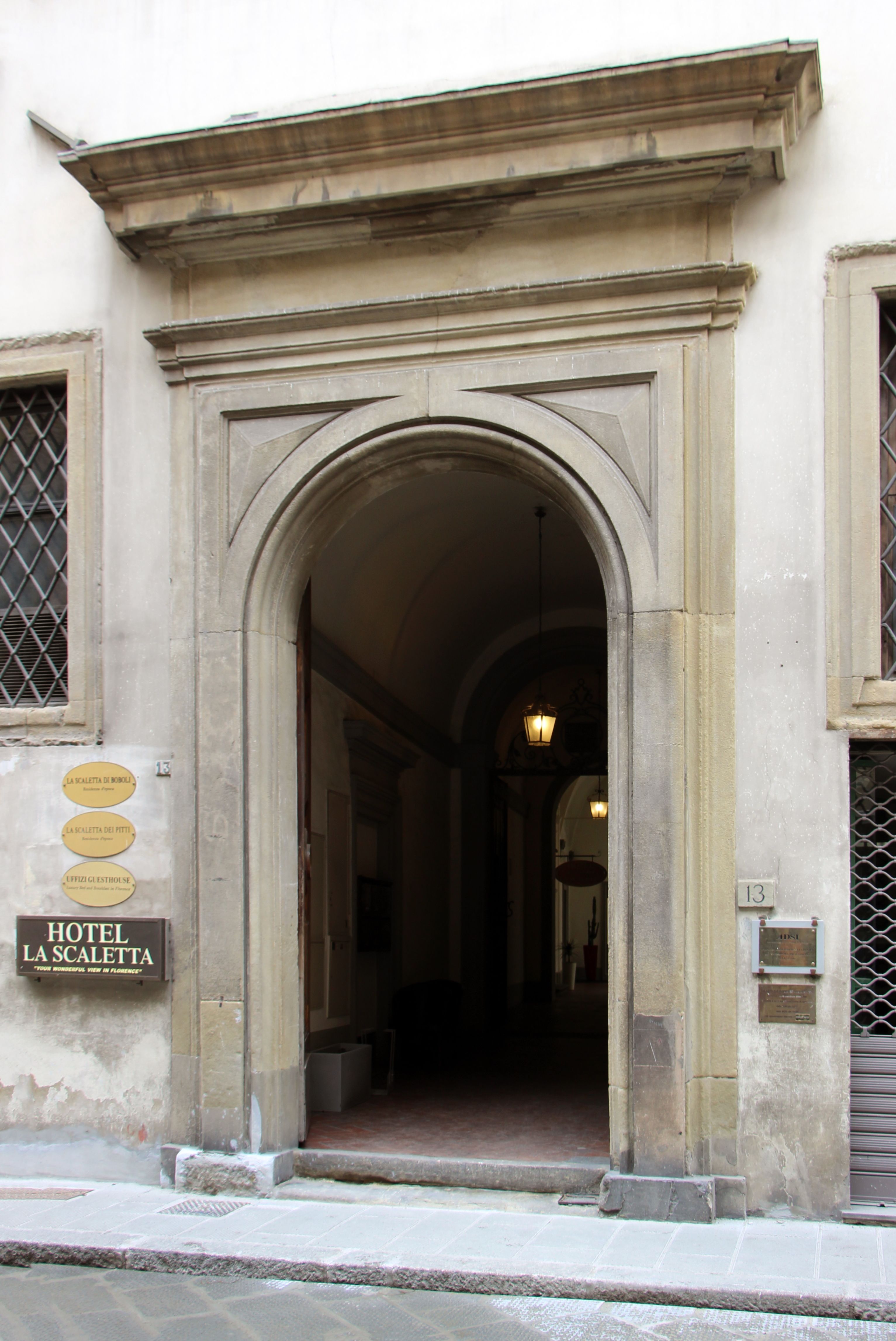
Портал палаццо
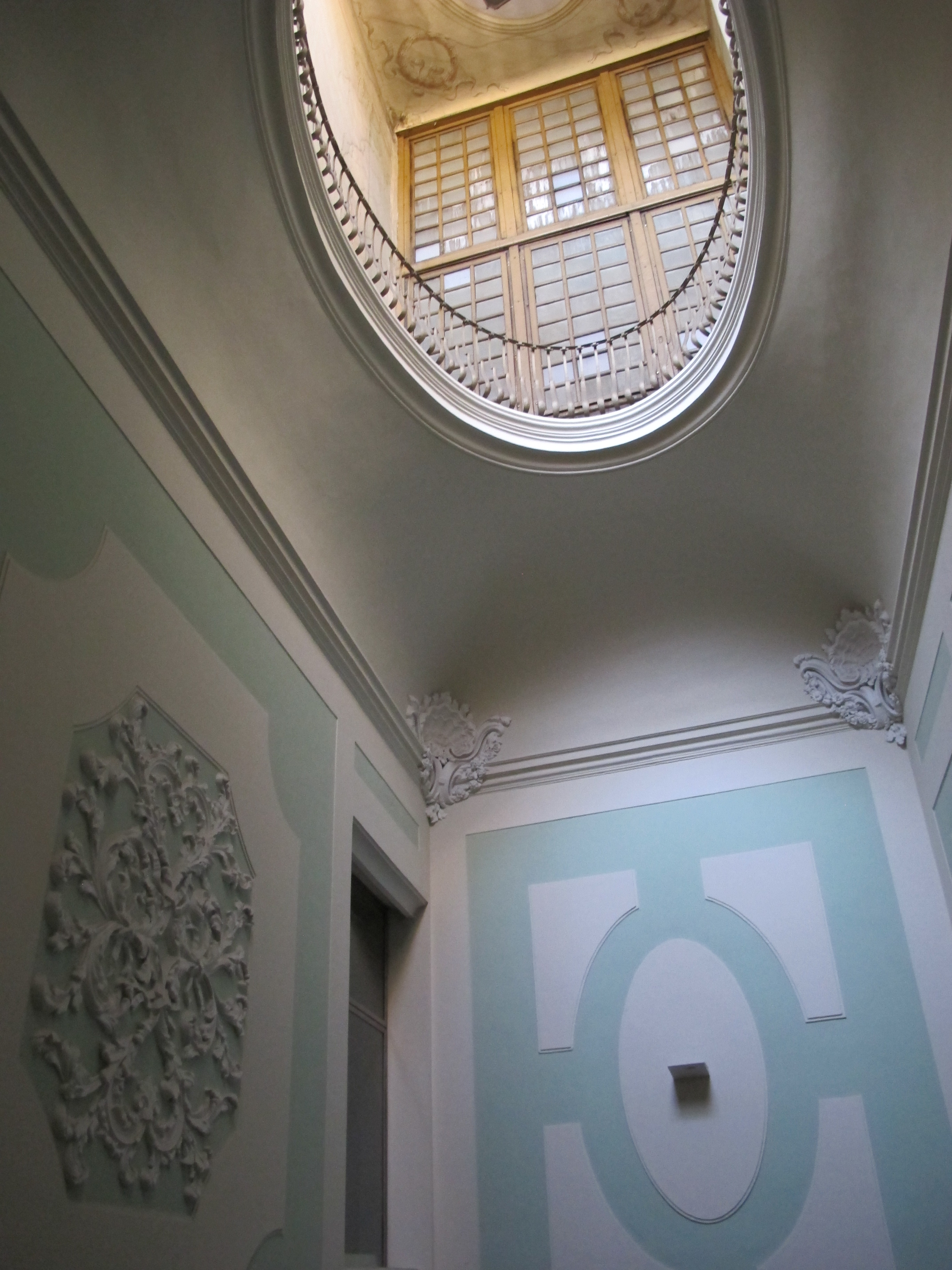
Окулус лестницы
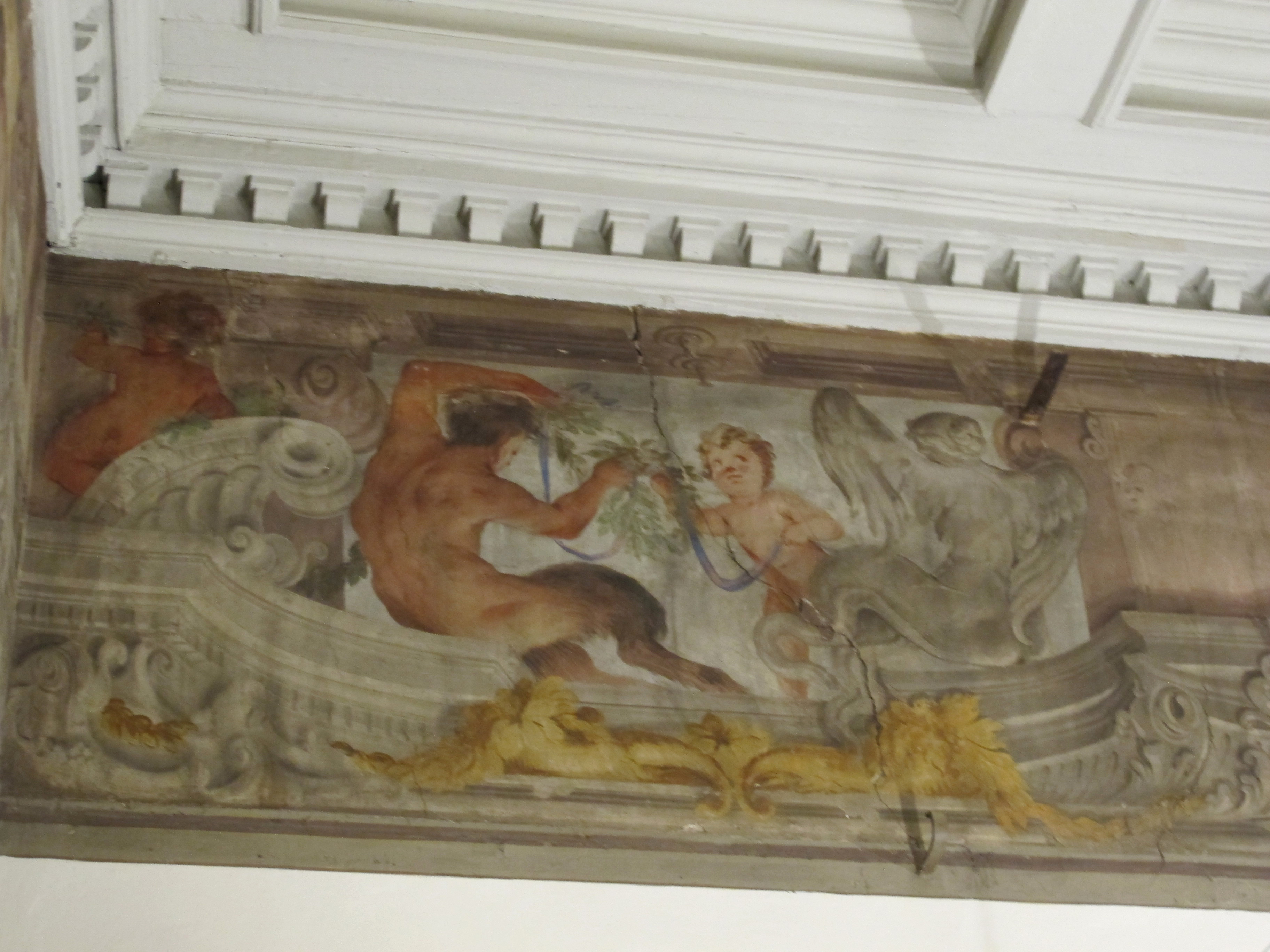
Первый этаж. Росписи «Зала путти»
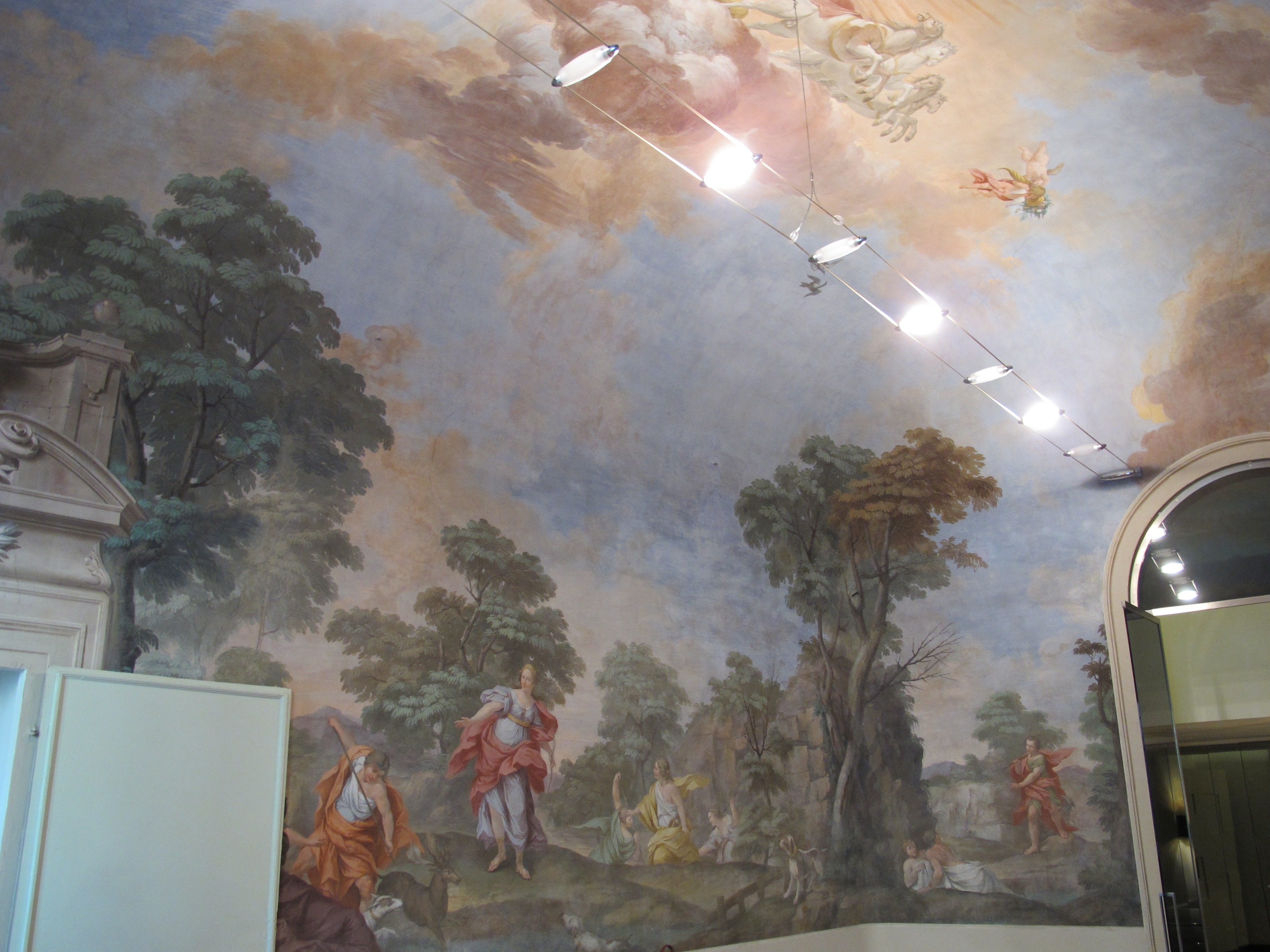
Томмазо Герардини, Джузеппе Гриччи, Джузеппе дель Моро. Росписи вестибюля (Пейзажного зала). Между 1754 и 1775
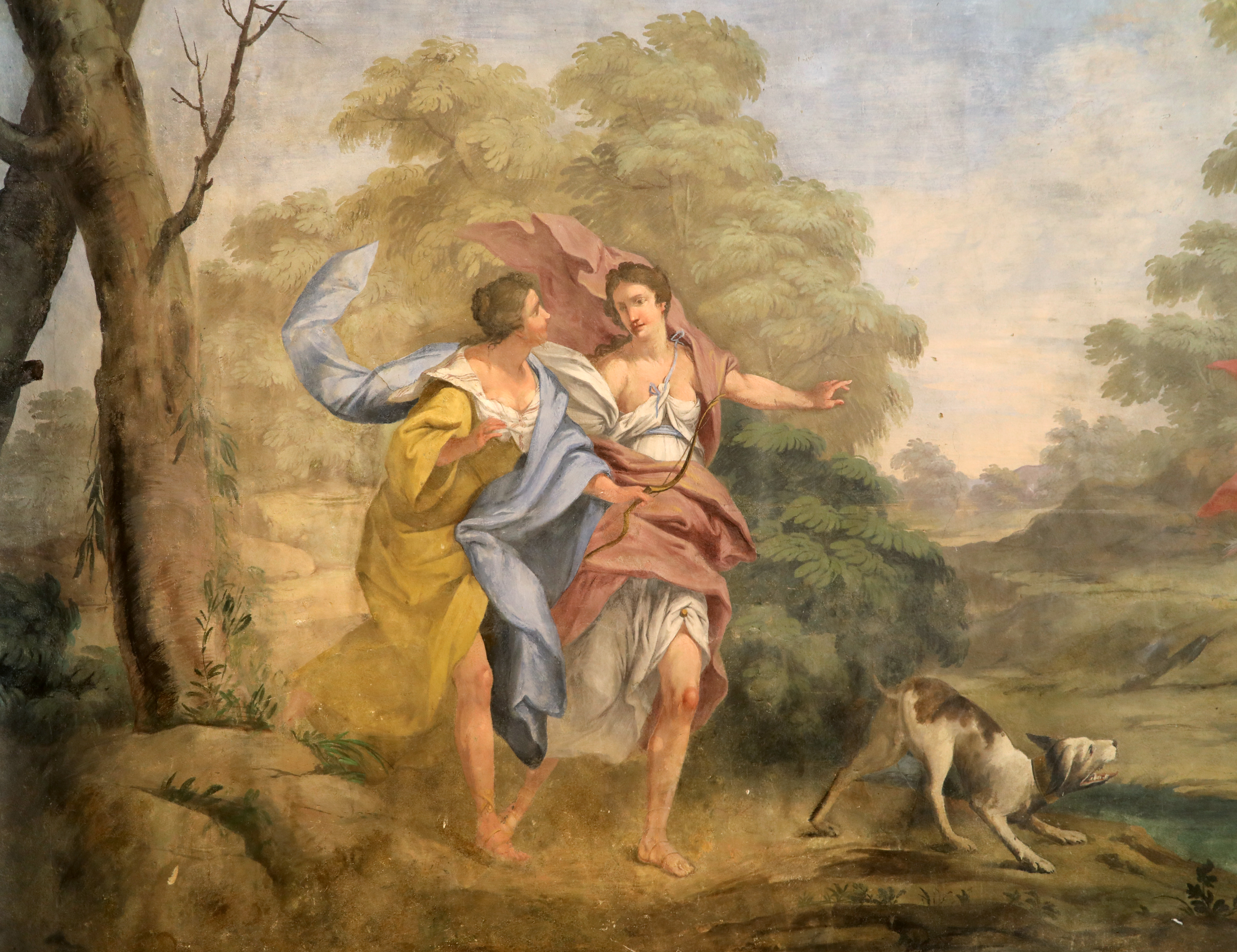
Детали росписи
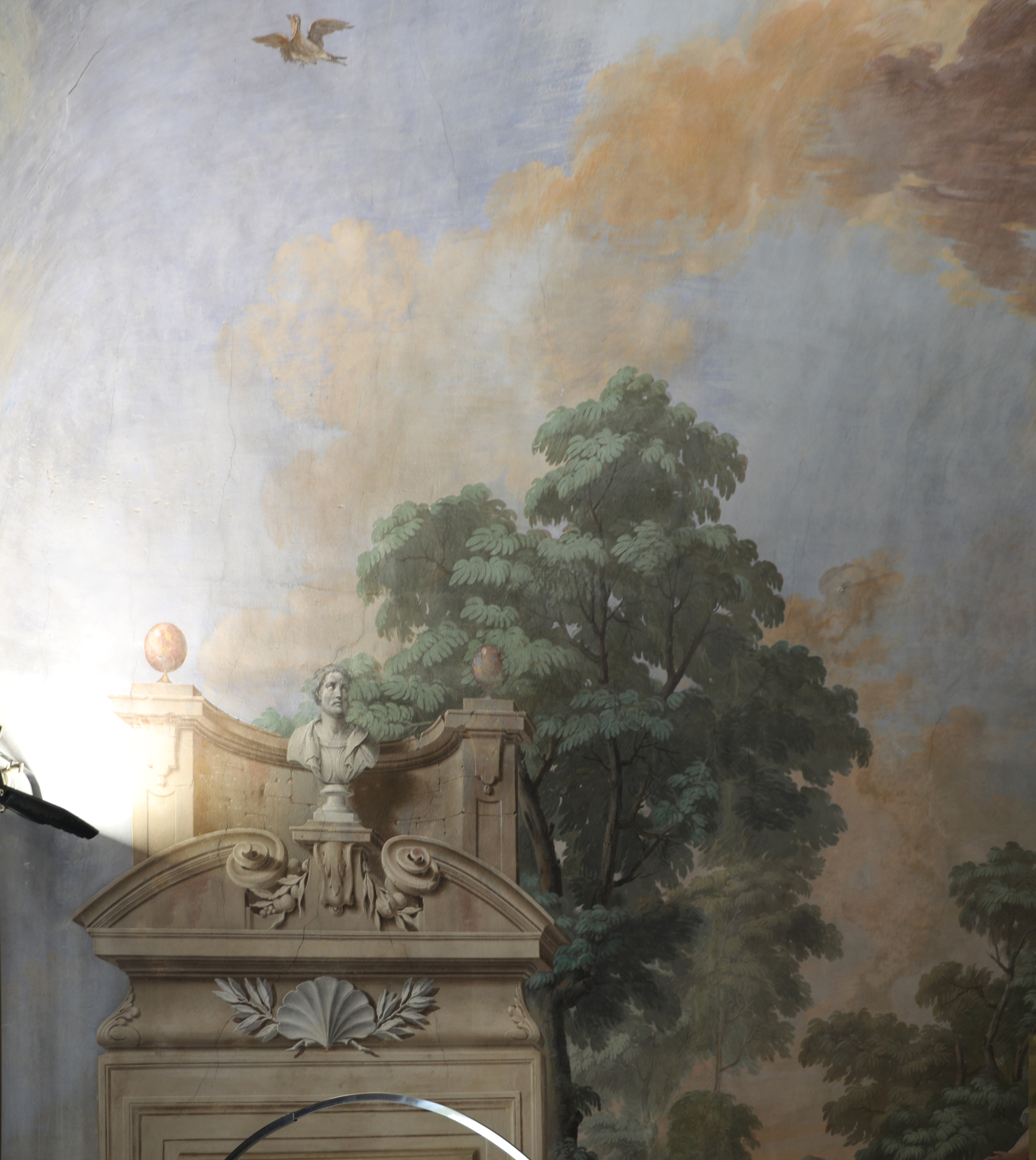
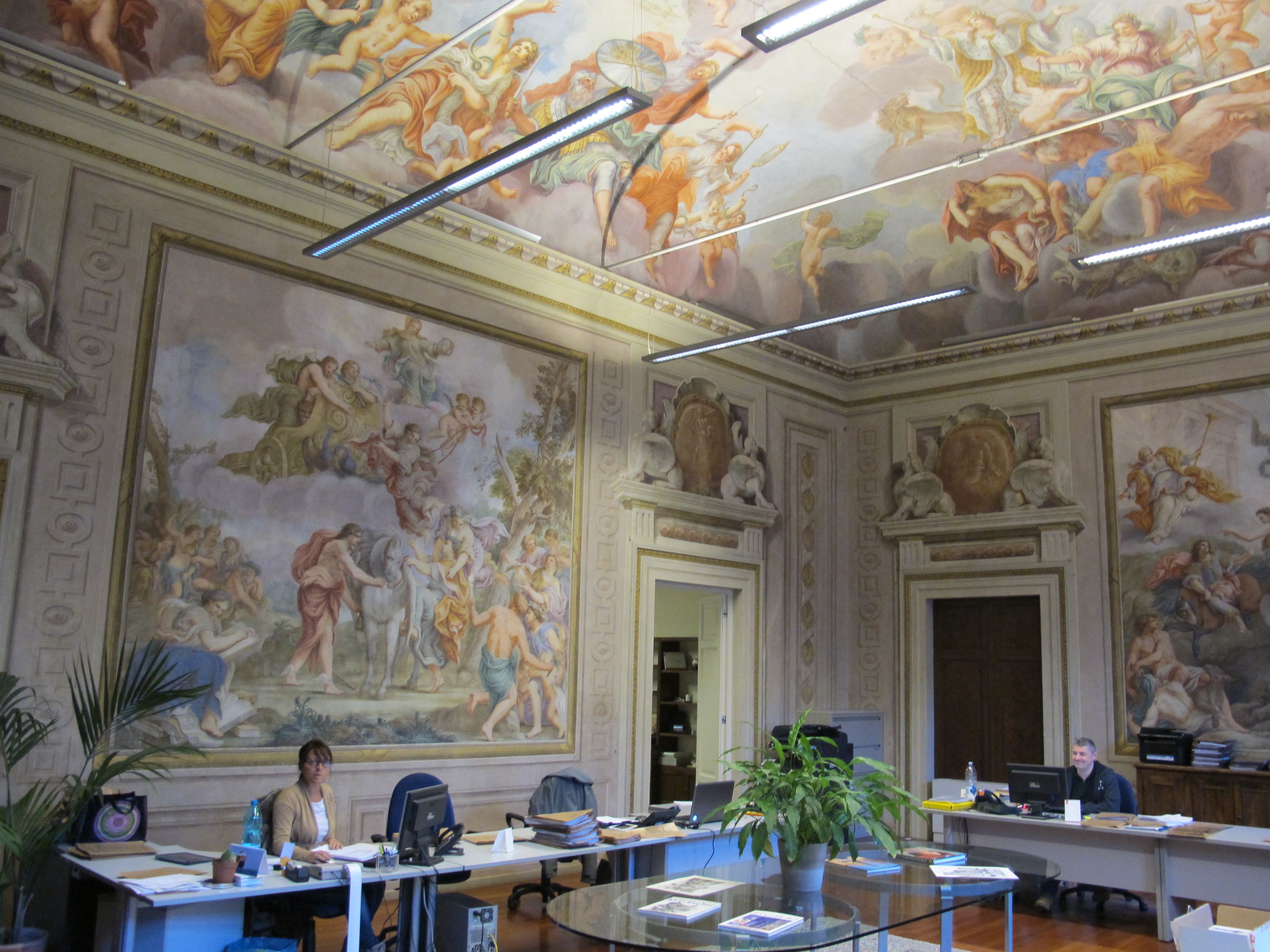
Большой салон
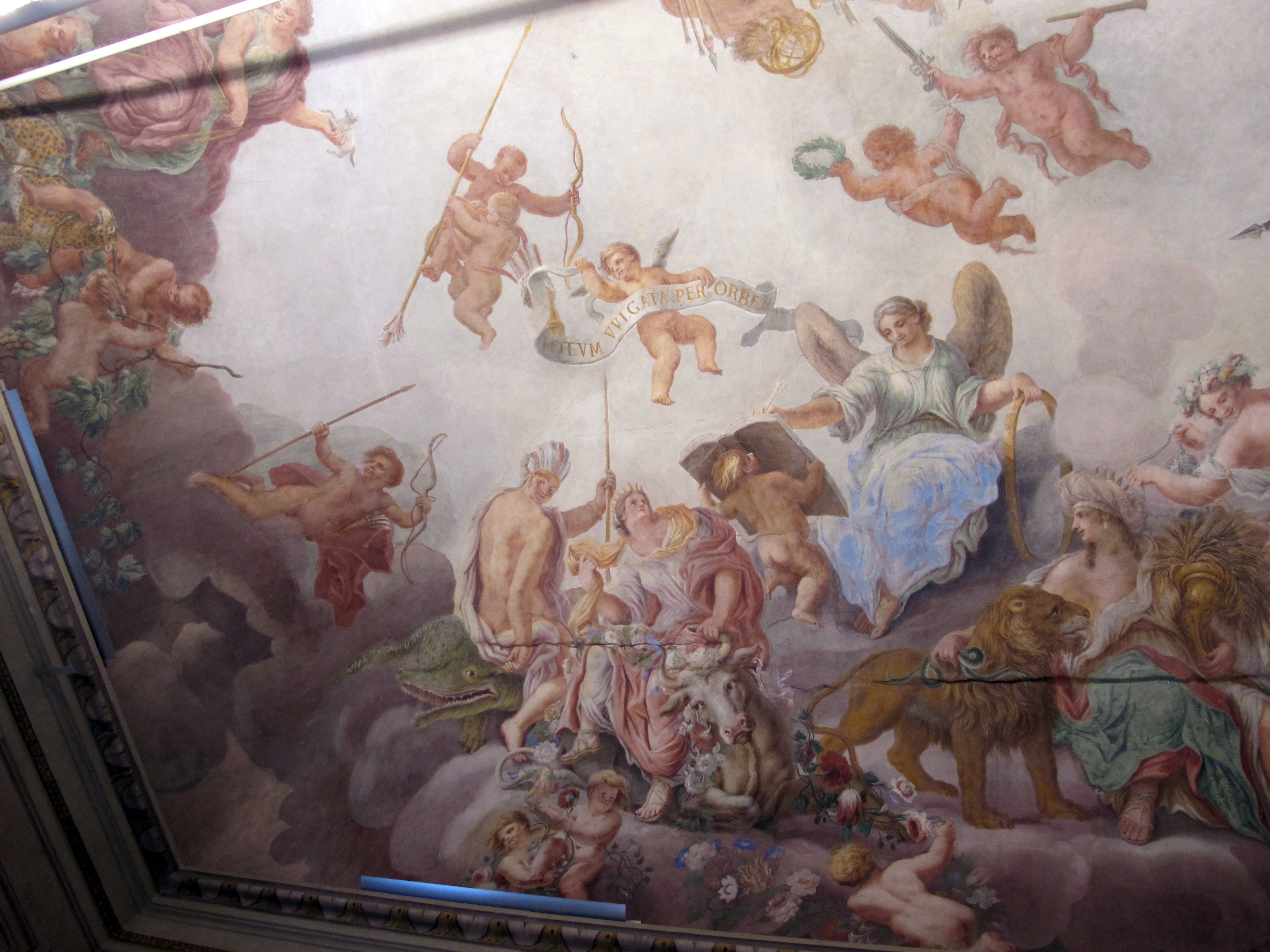
Росписи свода Большого салона. Атаназио Бимбаччи
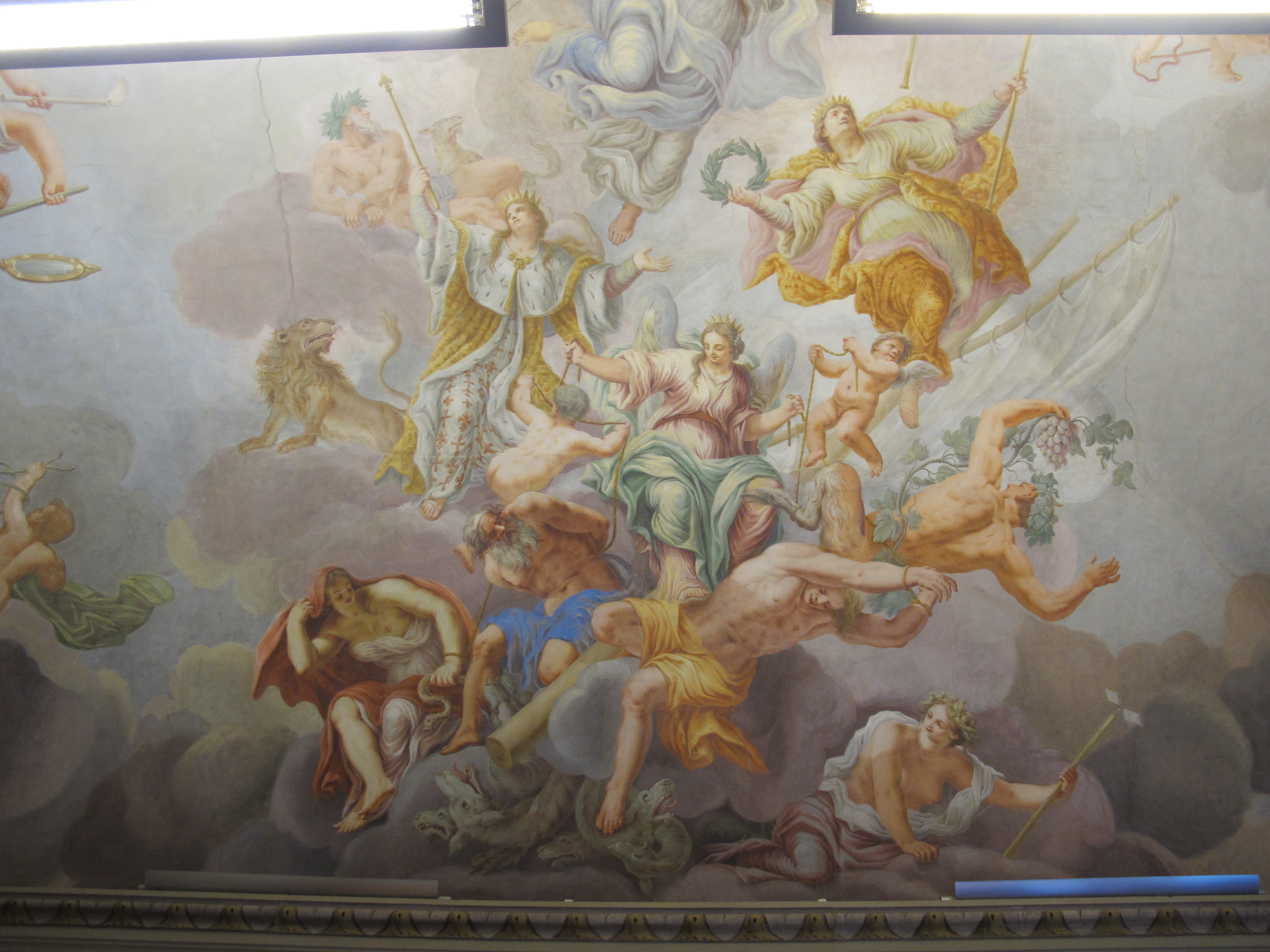
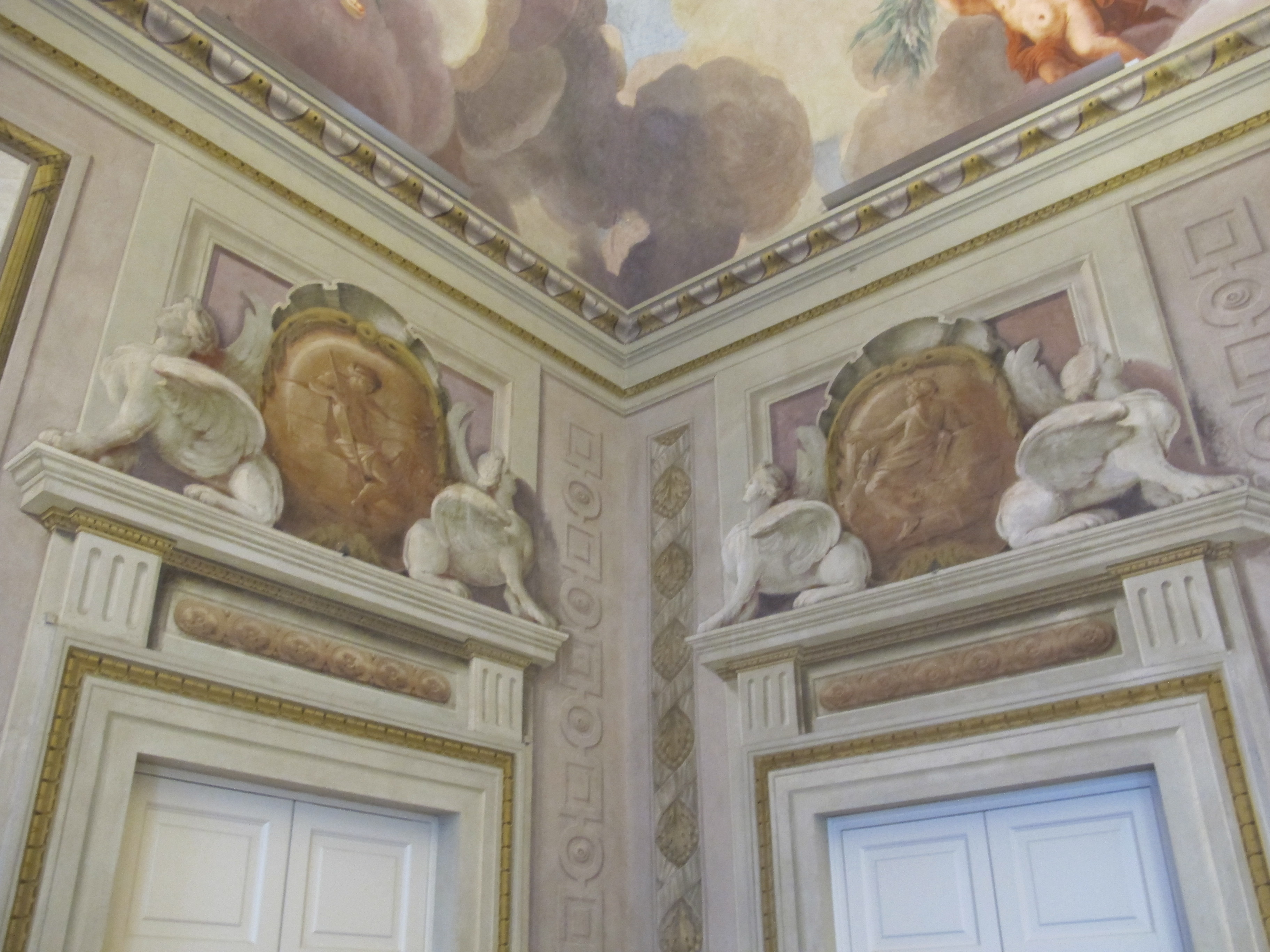
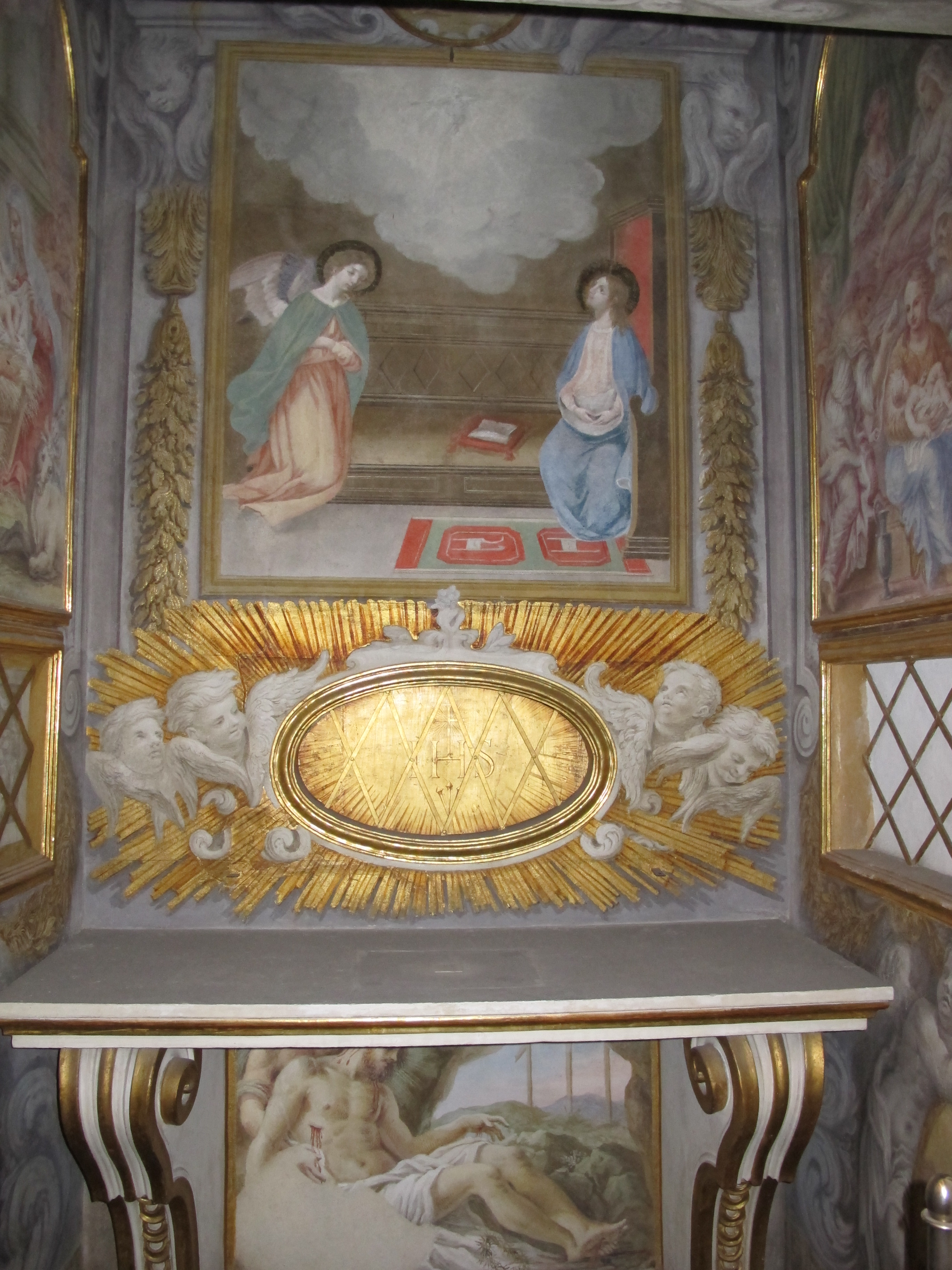
Капелла. Росписи Атаназио Бимбаччи